# Traktat warszawski (1768)
Traktat warszawski – traktat z 24 lutego 1768 roku, zawarty pod naciskiem państw ościennych ówczesnej Rzeczypospolitej, który przywrócił innowiercom swobodę kultu publicznego i prawa obywatelskie. 
Istotnym punktem traktatu był wchodzący w skład praw kardynalnych artykuł I:
§ 1. Wiara rzymsko-katolicka jest panująca.
§ 2. Królem Polskim tylko ma być katolik rzymski i także królowa ewent. dyssydentka nie ma być koronowaną.
§ 3. Przejście od kościoła rzymskiego do innej religii w całem królestwie polskiem za kryminalny występek deklarowano.
Traktat podpisali prymas Gabriel Podoski i biskupi: Antoni Ostrowski, Andrzej Młodziejowski i Stefan Giedroyć. Traktat spowodował dalsze utrwalenie w Rzeczypospolitej negatywnego nastawienia do protestantów.